# Пшеґендза
Пшеґендза (пол. Przegędza) — село в Польщі, у гміні Червьонка-Лещини Рибницького повіту Сілезького воєводства.
Населення — 1673 особи (2011).
У 1975-1998 роках село належало до Катовицького воєводства.

## Демографія
Демографічна структура станом на 31 березня 2011 року:
|          | Загалом | Допрацездатний вік | Працездатний вік | Постпрацездатний вік |
| -------- | ------- | ------------------ | ---------------- | -------------------- |
| Чоловіки | 853     | 138                | 606              | 109                  |
| Жінки    | 820     | 149                | 496              | 175                  |
| Разом    | 1673    | 287                | 1102             | 284                  |